# Bevagna
Bevagna (lateinisch: Mevania) ist eine seit der Antike bestehende Gemeinde in der Provinz Perugia in Umbrien und ist Mitglied der Vereinigung I borghi più belli d’Italia (Die schönsten Orte Italiens).

## Geografie
Bevagna liegt bei 210 m s.l.m. in der Valle Umbra am Fluss Topino etwa 150 km nördlich von Rom, 37 Kilometer südöstlich von Perugia und zehn Kilometer westlich von Foligno. Der Clitunno fließt ebenfalls durch das Gebiet der Gemeinde. Bevagna hat im Ortskern, das heißt innerhalb der historischen Stadtmauer, gut 1000 Einwohner, zusammen mit den eingemeindeten umliegenden Weilern (frazioni) sind es 4743 Einwohner (Stand 31. Dezember 2023).
Die Ortsteile sind Cantalupo, Capro, Castelbuono, Gaglioli und Torre del Colle.
Die Nachbargemeinden sind Cannara, Foligno, Gualdo Cattaneo, Montefalco und Spello.

## Geschichte
Erste Besiedlungsspuren finden sich im Gebiet Bevagnas aus der Eisenzeit, in der Antike war die Gegend von den Umbrern besiedelt. Im Jahr 310 v. Chr. brach der Konsul Quintus Fabius Maximus Rullianus hier deren Macht. Der Ort hatte (wohl seit 89 v. Chr.) den Rang eines Municipiums. Seine Weiden in Flussnähe und seine weißen Ochsen werden von Properz erwähnt, dessen Familie aus Asisium (heute Assisi) stammte, und nach ihm von Silius Italicus, Lucan und Statius.
Die Stadt wird danach erst wieder im 1. Jahrhundert erwähnt: im Vierkaiserjahr 69 erwartete hier Kaiser Vitellius den Vormarsch der Truppen Vespasians, der allerdings nicht gestoppt werden konnte. Durch seine wichtige Lage an der Via Flaminia erlangte der Ort eine gewisse Blüte, bis im 3. Jahrhundert die Trasse der Flaminia über Terni und Spoleto verlegt wurde. In dieser Zeit drang auch das Christentum in die Stadt, vermutlich durch ihren ersten Bischof und heutigen Stadtpatron, den Heiligen Vinzenz von Bevagna.
Bevagna wurde im frühen Mittelalter Teil des Herzogtums Spoleto und 774 dem Kirchenstaat einverleibt. Nach der Jahrtausendwende erlangte Bevagna kommunale Autonomie unter der Regierung von Konsuln und kam unter die Herrschaft verschiedener Signorie, auch der Nachbarstadt Perugia. In der Stadt wirkte im späten 13. Jahrhundert der Dominikaner (und Selige) Giacomo Bianconi, ein Schüler des Albertus Magnus, heute der zweite Stadtpatron Bevagnas. Bevagna wurde 1439 wieder Teil des Kirchenstaats, wo es bis zur Einigung Italiens verblieb.
Eine wichtige Rolle in der Geschichte der Stadt spielt die Entsumpfung der Valle Umbra, ein Prozess, der im 15. Jahrhundert begann, in der zweiten Hälfte des 16. Jahrhunderts erste Erfolge zeitigte und im Verlauf des 19. Jahrhunderts durch Entwässerungssysteme der Region ihre heutige Gestalt verleiht.

## Sehenswürdigkeiten
In der Stadt gibt es Reste eines römischen Tempels sowie eines römischen Theaters, das heute von mittelalterlichen Häusern überbaut ist. Die heute verschwundenen Wälle aus römischer Zeit waren – Plinius dem Älteren folgend – aus ungebrannten Ziegeln errichtet. Weiters wird in der Stadt das Mosaik mit Meeresgetier aus einer römischen Thermenanlage gezeigt.
Das Bild der von mittelalterlichen Mauern umgebenen Altstadt ist recht einheitlich romanisch geprägt. Die Piazza F. Silvestri gilt nicht nur als einer der schönsten Plätze in Umbrien, sondern ist auch berühmt für dessen originelle asymmetrische städtebauliche Lösung.
- San Michele aus dem späten 12. Jahrhundert wurde 1741 barockisiert, jedoch in den 1950er Jahren teilweise rekonstruiert. Besonders sehenswert sind die zweigeschossige Apsis und das mittlere Portal an der Front. Dessen Seitenwände bestehen aus römischen Spolien, die mit Motiven des Mittelalters (Bischofsstab, Flecht- und Rankenwerk) verziert wurden. Auf den beiden Kämpfern ist der Erzengel Michael dargestellt, links als Drachentöter. Die lateinische Inschrift darunter bezeugt „Rodolfus“ und „Binellus“ als Baumeister, die auch die gegenüber stehende,
- kleinere Kirche San Silvestro „im Jahre des Herrn 1195“ errichtet haben. Die Fassade ist im oberen Teil unvollständig erhalten. In die Kirche führt nur ein dreibogiges Portal, dessen innerer Bogen mit Reliefs verziert ist. Darüber sitzt ein Drillingsfenster inmitten zweier tiefer gelegter Biforien. Dies entspricht der Staffelung des dreischiffigen Inneren: Das Mittelschiff ist tonnengewölbt, die Seitenschiffe sind mit einer Halbtonne versehen. Wie in San Michele ist das Presbyterium erhöht, darunter befindet sich die kreuzgratgewölbte Krypta. Beide Räume schließen nach außen mit der Apsis ab.
- Kirche San Francesco: Antonio de Gasparino, Bildhauer aus dem Luganertal, schuf um 1512 ein Tabernakel.[5]
- Der Palazzo dei Consoli, in dem sich das Teatro F. Torti aus dem Jahr 1886 befindet, ist einer der wenigen erhaltenen Kommunalpaläste aus dem 13. Jahrhundert.

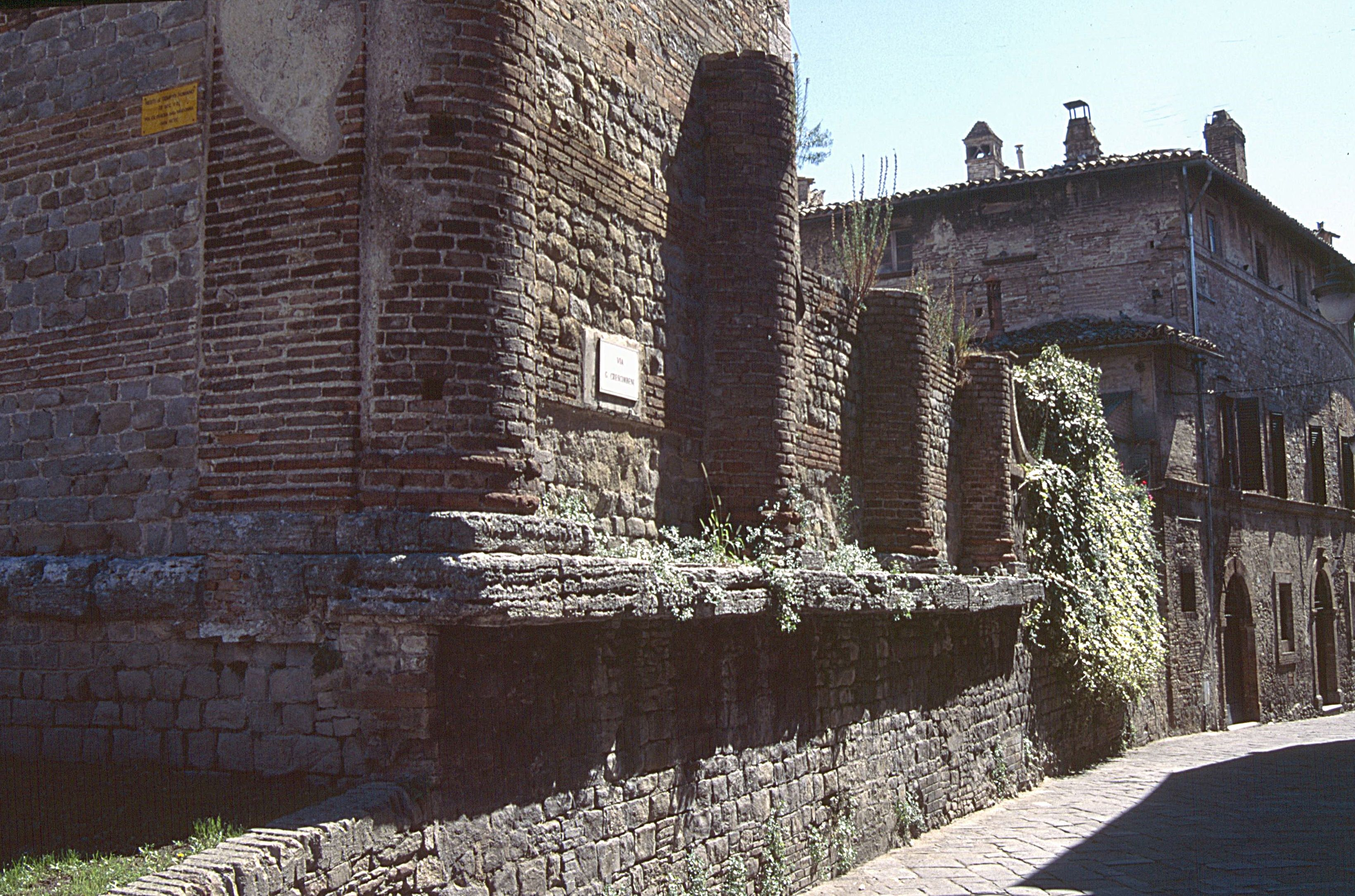
Reste des römischen Tempels
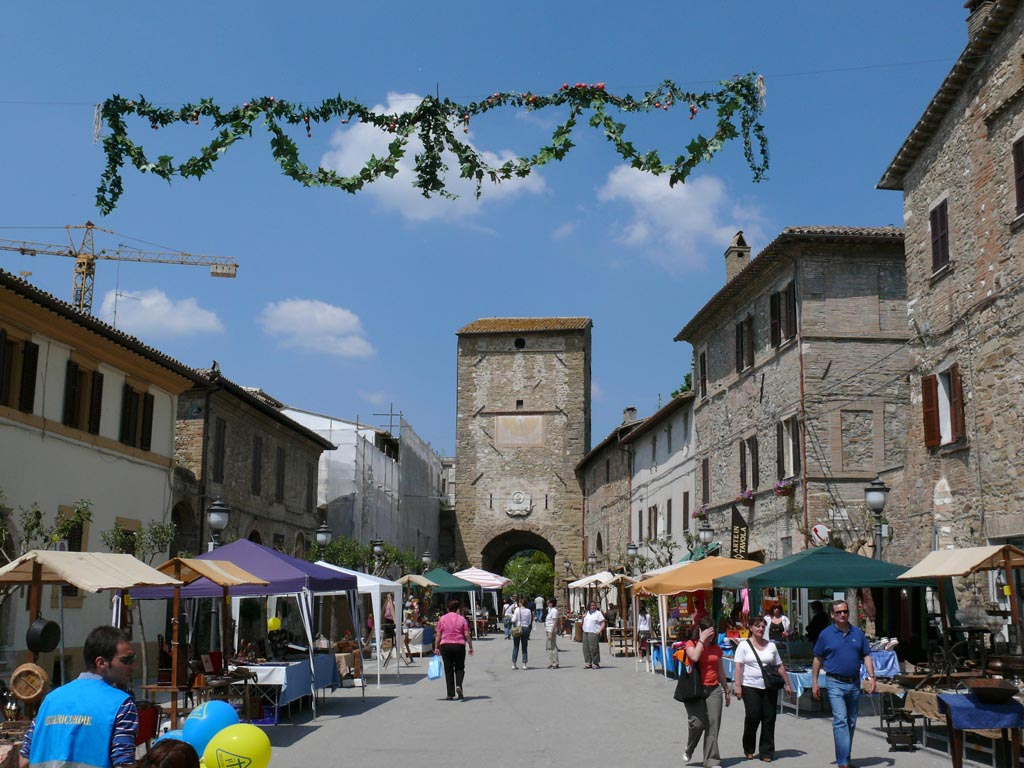
Blick zur Porta Cannara
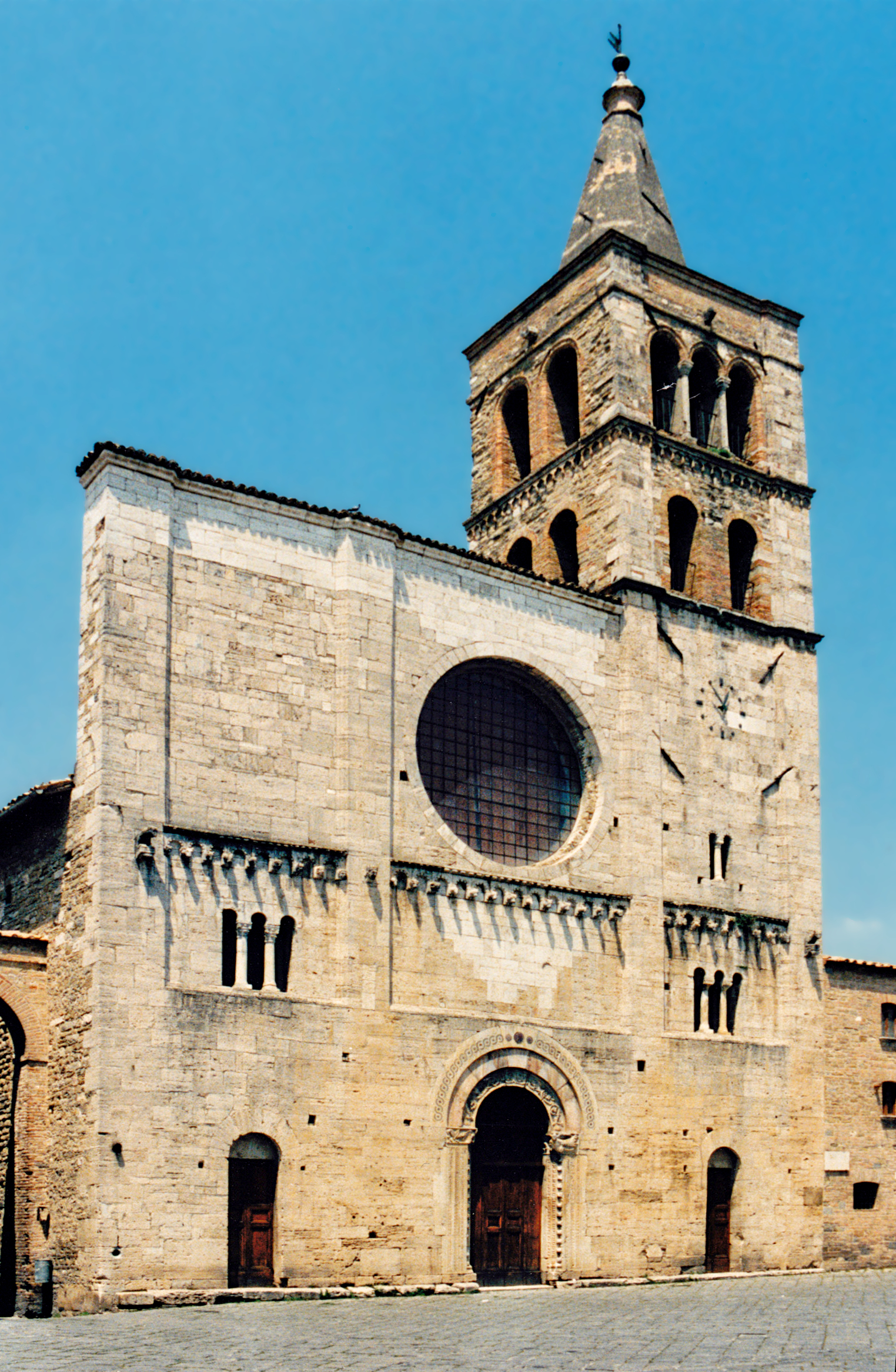
San Michele
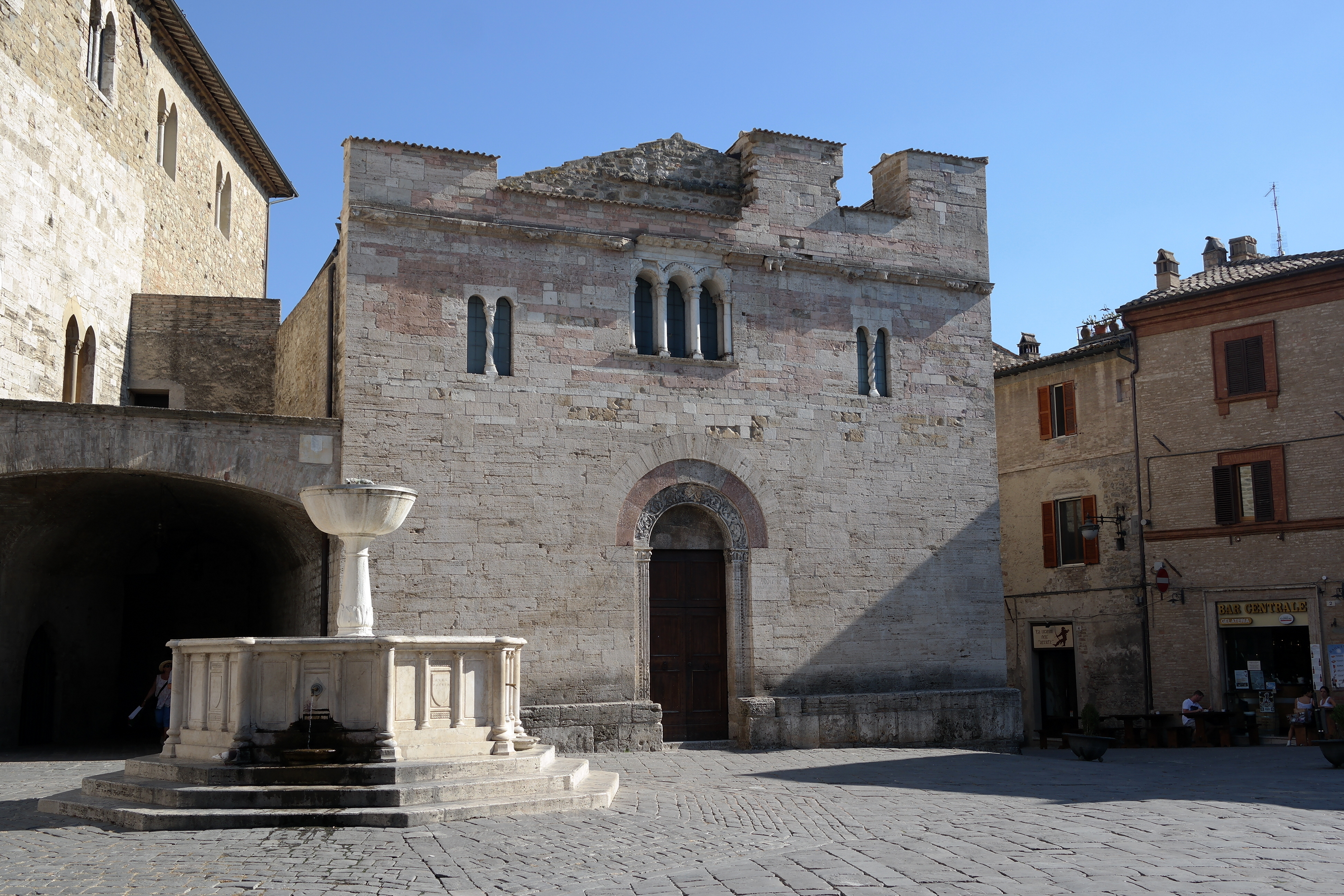
San Silvestro
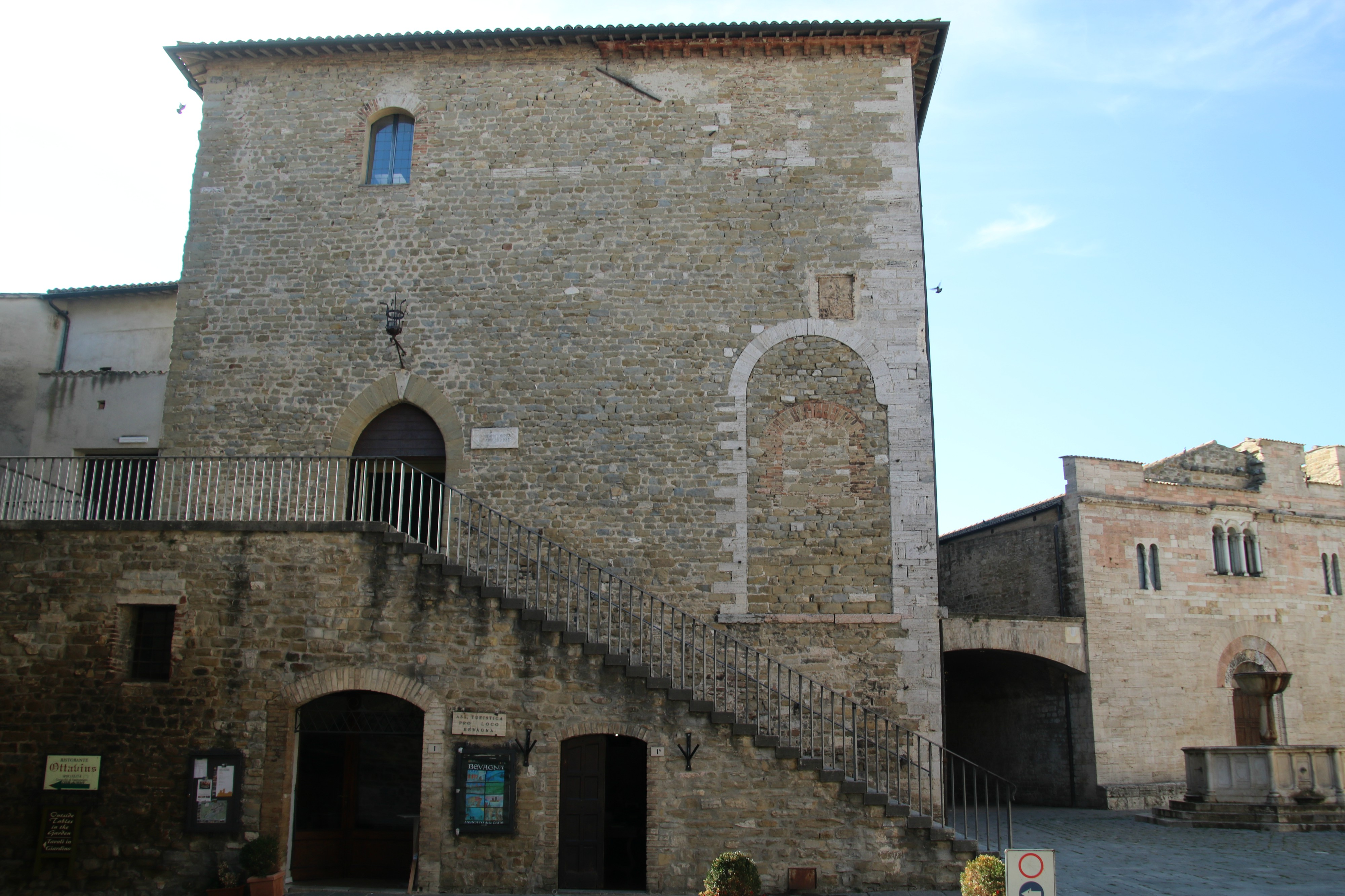
Das Theater von außen
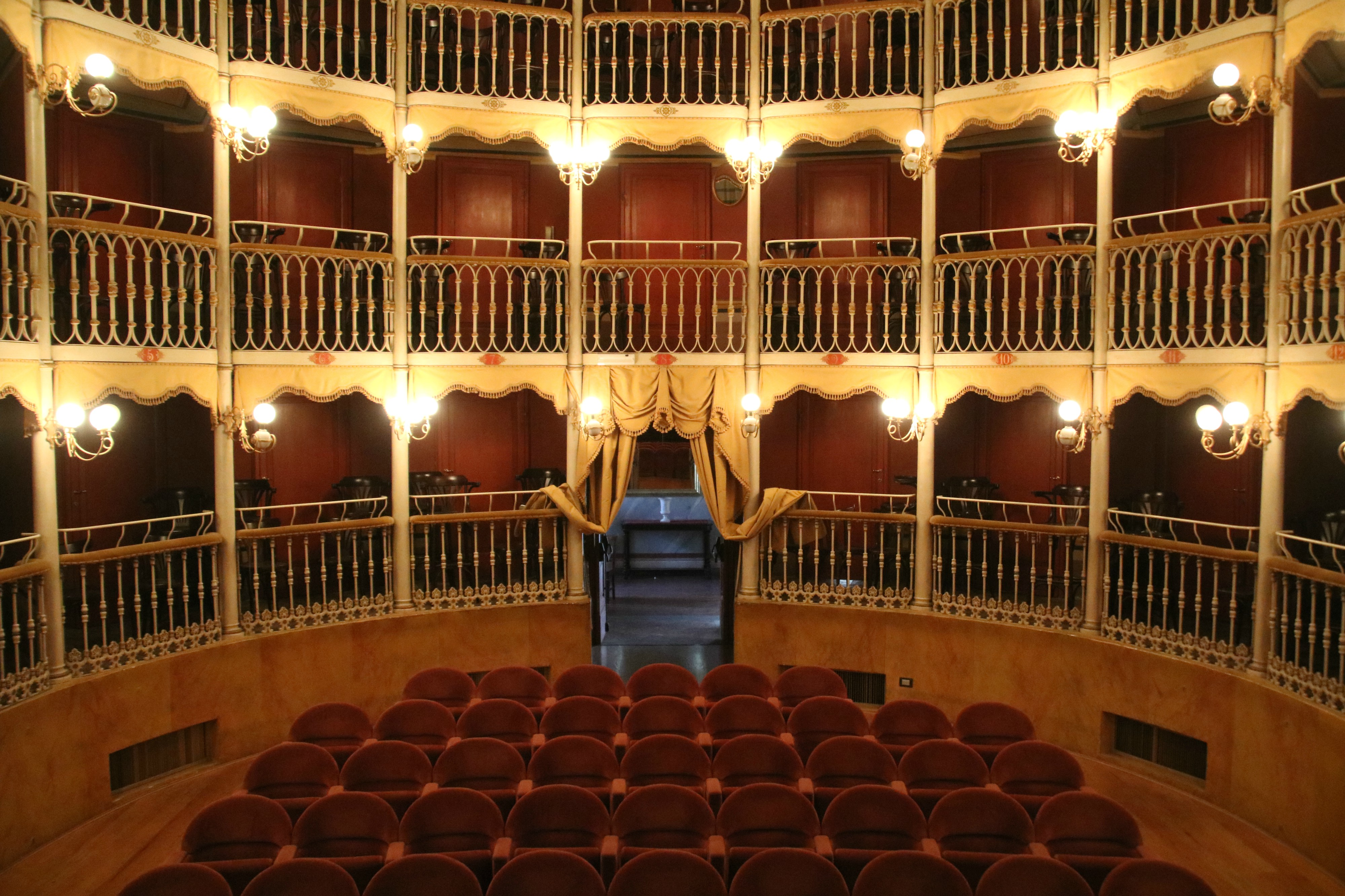
… und von innen
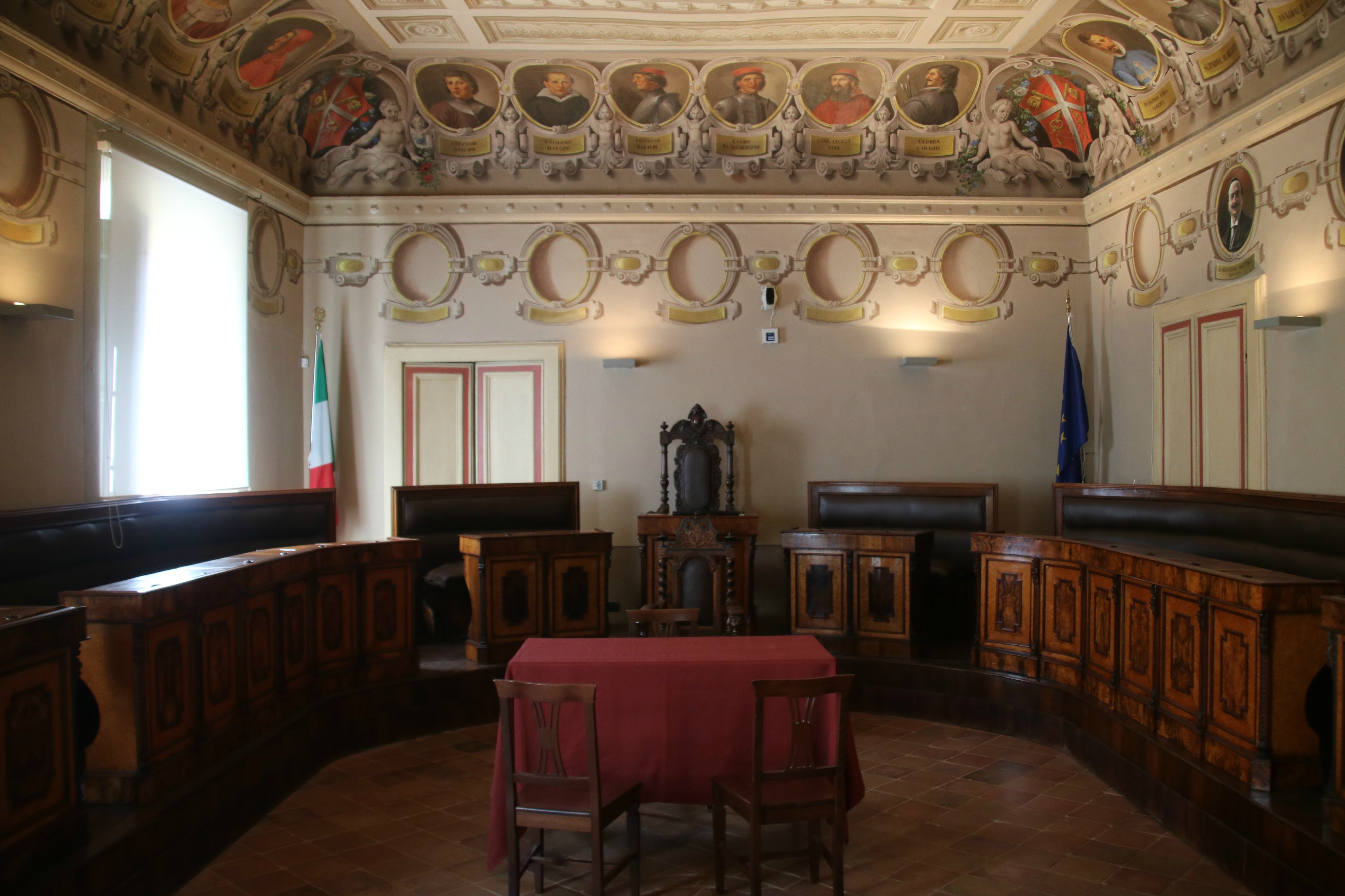
Im Stadtmuseum, dem Museo Civico

## Persönlichkeiten
- Properz  (ca. 48 v. Chr.–15 v. Chr.), ein Vertreter der römischen Liebeselegie